# العلاقات البوتسوانية الكندية
العلاقات البوتسوانية الكندية هي العلاقات الثنائية التي تجمع بين بوتسوانا وكندا.

## مقارنة بين البلدين
هذه مقارنة عامة ومرجعية للدولتين:
| وجه المقارنة                                              | بوتسوانا                       | كندا                     |
| --------------------------------------------------------- | ------------------------------ | ------------------------ |
| المساحة (كم2)                                             | 581.74 ألف                     | 9.98 مليون               |
| عدد السكان (نسمة)                                         | 2.29 مليون                     | 35.70 مليون              |
| الكثافة السكانية (ن./كم²)                                 | 3.94                           | 3.58                     |
| العاصمة                                                   | غابورون                        | أوتاوا                   |
| اللغة الرسمية                                             | لغة إنجليزية                   | لغة إنجليزية، لغة فرنسية |
| العملة                                                    | بولا بوتسواني                  | دولار كندي               |
| الناتج المحلي الإجمالي (بليون دولار)                      | 17.41 مليار                    | 1.65 تريليون             |
| الناتج المحلي الإجمالي (تعادل القوة الشرائية) بليون دولار | 35.84 مليار                    | 1.59 تريليون             |
| الناتج المحلي الإجمالي الاسمي للفرد دولار أمريكي          | 6.36 ألف                       | 43.25 ألف                |
| الناتج المحلي الإجمالي للفرد دولار أمريكي                 | 16.10 ألف                      | 45.07 ألف                |
| مؤشر التنمية البشرية                                      | 0.698                          | 0.913                    |
| رمز المكالمات الدولي                                      | +267                           | +1                       |
| رمز الإنترنت                                              | .bw                            | .ca                      |
| المنطقة الزمنية                                           | ت ع م+02:00، توقيت وسط إفريقيا |                          |

## منظمات دولية مشتركة
يشترك البلدان في عضوية مجموعة من المنظمات الدولية، منها:
| علم المنظمة | اسم المنظمة                               | تاريخ انضمام بوتسوانا | تاريخ انضمام كندا |
| ----------- | ----------------------------------------- | --------------------- | ----------------- |
|             | مؤسسة التنمية الدولية                     | 24 يوليو 1968         | 24 سبتمبر 1960    |
|             | الأمم المتحدة                             | 17 أكتوبر 1966        | 9 نوفمبر 1945     |
|             | منظمة التجارة العالمية                    | ?                     | ?                 |
|             | منظمة الشرطة الجنائية الدولية             | ?                     | ?                 |
|             | دول الكومنولث                             | ?                     | ?                 |
|             | المركز الدولي لتسوية المنازعات الاستشارية | 14 فبراير 1970        | 1 ديسمبر 2013     |
|             | الاتحاد الدولي للاتصالات                  | 2 أبريل 1968          | 1 يوليو 1908      |
|             | البنك الدولي للإنشاء والتعمير             | 24 يوليو 1968         | 27 ديسمبر 1945    |
|             | الاتحاد البريدي العالمي                   | ?                     | ?                 |
|             | منظمة حظر الأسلحة الكيميائية              | ?                     | ?                 |
|             | مؤسسة التمويل الدولية                     | 23 مارس 1979          | 20 يوليو 1956     |
|             | البنك الإفريقي للتنمية                    | ?                     | ?                 |
|             | وكالة ضمان الاستثمار متعدد الأطراف        | 15 مايو 1990          | 12 أبريل 1988     |
|             | يونسكو                                    | 16 يناير 1980         | 4 نوفمبر 1946     |

## وصلات خارجية
- موقع وزارة الخارجية البوتسوانية
- موقع وزارة الخارجية الكندية